# VIe législature d'Espagne
La VIe législature d'Espagne (en espagnol : vi legislatura de España) est un cycle parlementaire de quatre ans des Cortes Generales, ouvert le 27 mars 1996, à la suite des élections générales du 3 mars 1996, et qui s'est terminé le 18 janvier 2000 à la suite de la dissolution des deux chambres par le roi Juan Carlos Ier en vue des élections générales du 12 mars 2000 pour la constitution de la VIIe législature. Elle a été précédée de la Ve législature.
La session solennelle d'ouverture de la législature a lieu le 8 mai 1996 ; elle est présidée par le roi Juan Carlos Ier.

## Groupes parlementaires

### Congrès des députés
| Nom | Nom                                                            | Début | Fin | Porte-parole |
| --- | -------------------------------------------------------------- | ----- | --- | --- |
|     | Populaire Grupo Parlamentario Popular en el Congreso           | 154   | 155 | Luis de Grandes |
|     | Socialiste Grupo Parlamentario Socialista                      | 141   | 141 | Joaquín Almunia Juan Manuel Eguiagaray (16 septembre 1997) Josep Borrell (26 mai 1998) Luis Martínez Noval (29 juin 1999) |
|     | Izquierda Unida Grupo Parlamentario Federal de Izquierda Unida | 21    | 16  | Julio Anguita |
|     | Catalan Grupo Parlamentario Catalán (Convergència i Unió)      | 16    | 16  | Joaquim Molins Josep López de Lerma (9 février 1999)                                                                      |
|     | Basque Grupo Parlamentario Vasco (EAJ-PNV)                     | 5     | 5   | Iñaki Anasagasti |
|     | Coalition canarienne Grupo Parlamentario Coalición Canaria     | 6     | 4   | José Carlos Mauricio Rodríguez                                                                                            |
|     | Mixte Grupo Parlamentario mixto                                | 5     | 11  | Poste tournant |

### Sénat
| Groupe parlementaire | Groupe parlementaire                                                    | Début | Fin | Porte-parole                                               |
| -------------------- | ----------------------------------------------------------------------- | ----- | --- | ---------------------------------------------------------- |
|                      | Populaire au Sénat Grupo Parlamentario Popular en el Senado             | 133   | 132 | Pío García-Escudero Esteban González Pons (3 février 1999) |
|                      | Socialiste Grupo Parlamentario Socialista                               | 97    | 100 | Juan José Laborda                                          |
|                      | Catalan Grupo Parlamentario Catalán en el Senado                        | 11    | 11  | Joaquim Ferrer Roca                                        |
|                      | Sénateurs nationalistes basques Grupo Parlamentario de senadores vascos | 6     | 6   | Joseba Zubia                                               |
|                      | Mixte Grupo Parlamentario mixto                                         | 10    | 10  | Poste tournant                                             |

## Bureaux des assemblées

### Congrès des députés
| Poste                    | Titulaire                                            | Parti | Parti | Circonscription |
| ------------------------ | ---------------------------------------------------- | ----- | ----- | --------------- |
| Président                | Federico Trillo                                      |       | PP    | Alicante        |
| Premier vice-président   | Enrique Fernández-Miranda                            |       | PP    | Guadalajara     |
| Deuxième vice-président  | Joan Marcet                                          |       | PSC   | Barcelone       |
| Troisième vice-président | Josep López de Lerma Ramón Companys (9 février 1999) |       | CiU   | Gérone Lleida   |
| Quatrième vice-président | José Vicente Beviá Pastor                            |       | PSOE  | Alicante        |
| Première secrétaire      | María Bernarda Barrios                               |       | PP    | Las Palmas      |
| Deuxième secrétaire      | Pedro Antonio Ríos                                   |       | IU    | Murcie          |
| Troisième secrétaire     | Carmen del Campo                                     |       | PSOE  | Cordoue         |
| Quatrième secrétaire     | Joxe Joan González de Txabarri                       |       | PNV   | Guipuscoa       |

### Sénat
| Poste                   | Titulaire                                               | Parti | Parti | Circonscription  |
| ----------------------- | ------------------------------------------------------- | ----- | ----- | ---------------- |
| Président               | Juan Ignacio Barrero Esperanza Aguirre (9 février 1999) |       | PP    | Badajoz Madrid   |
| Premier vice-président  | Joan Rigol Roig Jaume Cardona Vila (30 novembre 1999)   |       | CiU   | Catalogne Lleida |
| Deuxième vice-président | Manuel Ángel Aguilar Belda                              |       | PSOE  | Albacete         |
| Première secrétaire     | María Cruz Rodríguez Saldaña                            |       | PP    | Burgos           |
| Deuxième secrétaire     | Victoriano Ríos Pérez                                   |       | CC    | Îles Canaries    |
| Troisième secrétaire    | Joaquín Jesús Galán Pérez                               |       | PSOE  | Séville          |
| Quatrième secrétaire    | Lola Gorostiaga                                         |       | PSOE  | Cantabrie        |

## Gouvernement et opposition
| Statut            | Poste                      | Titulaire | Titulaire |
| ----------------- | -------------------------- | --------- | --- |
| Gouvernement : PP | Président du gouvernement  |           | José María Aznar |
| Gouvernement : PP | Ministre de la Présidence  |           | Francisco Álvarez-Cascos                                                                                                  |
| Gouvernement : PP | Porte-parole au Congrès    |           | Luis de Grandes |
| Gouvernement : PP | Porte-parole au Sénat      |           | Pío García-Escudero Esteban González Pons (3 février 1999)                                                                |
|                   |                            |           | |
| Opposition : PSOE | Secrétaire général du PSOE |           | Felipe González Joaquín Almunia (21 juin 1997)                                                                            |
| Opposition : PSOE | Porte-parole au Congrès    |           | Joaquín Almunia Juan Manuel Eguiagaray (16 septembre 1997) Josep Borrell (26 mai 1998) Luis Martínez Noval (29 juin 1999) |
| Opposition : PSOE | Porte-parole au Sénat      |           | Juan José Laborda |

### Investiture
Le 4 mai 1996, José María Aznar, président du Parti populaire, se soumet à un vote d'investiture après avoir négocié le soutien des droites nationalistes catalane — cette dernière avec le pacte du Majestic — et basque.
| Candidat              | Date                                  | Vote       |     |      |    |     |     |    |    |     |     |    |    | Résultat  |
| Candidat              | Date                                  | Vote       | PP  | PSOE | IU | CiU | PNV | CC | HB | BNG | ERC | EA | UV | Résultat  |
| José María Aznar (PP) | 4 mai 1996 (majorité absolue requise) | Oui        | 156 |      |    | 16  | 5   | 4  |    |     |     |    |    | 181 / 350 |
| José María Aznar (PP) | 4 mai 1996 (majorité absolue requise) | Non        |     | 141  | 21 |     |     |    |    | 2   | 1   | 1  |    | 166 / 350 |
| José María Aznar (PP) | 4 mai 1996 (majorité absolue requise) | Abstention |     |      |    |     |     |    |    |     |     |    | 1  | 1 / 350   |
| José María Aznar (PP) | 4 mai 1996 (majorité absolue requise) | Absents    |     |      |    |     |     |    | 1  |     |     |    |    |           |

## Commissions parlementaires

### Congrès des députés
| Commission                                                                                           | Président                                                       | Parti | Parti | Circonscription        |
| --- | --------------------------------------------------------------- | ----- | ----- | ---------------------- |
| Commissions permanentes législatives                                                                 |                                                                 |       |       |                        |
| Commission constitutionnelle                                                                         | Gabriel Cisneros                                                | PP    |       | Burgos                 |
| Commission des Affaires étrangères                                                                   | Javier Rupérez                                                  | PP    |       | Ciudad Real            |
| Commission de la Justice et de l'Intérieur                                                           | Rodolfo Martín Villa Julio Padilla Carballada (20 février 1997) | PP    |       | Madrid Lugo            |
| Commission de la Défense                                                                             | Alejandro Muñoz-Alonso                                          | PP    |       | Madrid                 |
| Commission de l'Éducation et de la Culture                                                           | Pablo Castellano Cardalliaguet                                  | IU    |       | Madrid                 |
| Commission de l'Économie, du Commerce et des Finances                                                | Fernando Fernández de Trocóniz Marcos                           | PP    |       | Salamanque             |
| Commission des Budgets                                                                               | Narcís Serra                                                    | PSOE  |       | Barcelone              |
| Commission de l'Agriculture, de l'Élevage et de la Pêche                                             | José Cruz Pérez Lapazarán                                       | PP    |       | Navarre                |
| Commission de l'Industrie, de l'Énergie et du Tourisme                                               | Francesc Homs Ferret Salvador Sedó Marsal (16 février 1999)     | CiU   |       | Barcelone Tarragone    |
| Commission des Infrastructures et de l'Environnement Commission des Infrastructures (7 octobre 1996) | Jesús Posada Manuel Núñez Pérez (18 mai 1999)                   | PP    |       | Soria León             |
| Commission de la Politique sociale et de l'Emploi                                                    | Jerónimo Saavedra José Antonio Griñán (23 septembre 1999)       | PSOE  |       | Las Palmas Courdoue    |
| Commission de la Santé et de la Consommation                                                         | Feliciano Blázquez                                              | PP    |       | Ávila                  |
| Commission du Régime des administrations publiques                                                   | Gustavo Suárez Pertierra                                        | PSOE  |       | Asturies               |
| Commission de l'Environnement (14 octobre 1996)                                                      | José Ignacio Llorens                                            | PP    |       | Lleida                 |
| Commissions permanentes non législatives                                                             |                                                                 |       |       |                        |
| Commission du Règlement                                                                              | Federico Trillo                                                 | PP    |       | Alicante               |
| Commission du Statut des députés                                                                     | Luis Ramallo García Manuel Arqueros Orozco (30 octobre 1996)    | PP    |       | Badajoz Almería        |
| Commission des Pétitions                                                                             | Luis de Tores Gómez Antonio Pillado Montero (16 mai 1996)       | PP    |       | Jaén Pontevedra        |
| Commission du contrôle parlementaire de RTVE                                                         | Carmen Alborch                                                  | PSOE  |       | Valence                |
| Commission de la Coopération internationale pour le développement                                    | Gabino Puche                                                    | PP    |       | Jaén                   |
| Commissions d'enquêtes                                                                               |                                                                 |       |       |                        |
| Commission sur les rapports de l'Agence fiscale                                                      | Jon Zabalía Lezamiz                                             | PNV   |       | Biscaye                |
| Commission sur l'analyse politique des aides communautaires à la culture de lin                      | Luis Mardones Sevilla                                           | CC    |       | Santa Cruz de Tenerife |
| Commissions d'étude                                                                                  |                                                                 |       |       |                        |
| Commission de valorisation des résultats du pacte de Tolède                                          | Ramón Aguirre Rodríguez                                         | PP    |       | Cáceres                |

### Sénat
| Commission                                                                               | Président                                                           | Parti | Parti | Circonscription                |
| ---------------------------------------------------------------------------------------- | ------------------------------------------------------------------- | ----- | ----- | ------------------------------ |
| Commissions permanentes législatives                                                     |                                                                     |       |       |                                |
| Commission constitutionnelle                                                             | José Miguel Ortí Bordás Pedro Agramunt (4 octobre 1996)             | PP    |       | Communauté valencienne Valence |
| Commission de l'Agriculture, de l'Élevage et de la Pêche                                 | Ricardo Gatzagaetxebarría                                           | PNV   |       | Biscaye                        |
| Commission des Affaires étrangères                                                       | José Luis López Henares                                             | PP    |       | Palencia                       |
| Commission des Affaires latino-américaines                                               | Luis Manuel Egusquiaguirre                                          | PP    |       | Guadalajara                    |
| Commission de la Défense                                                                 | Agustín Díaz de Mera                                                | PP    |       | Ávila                          |
| Commission de l'Économie et des Finances                                                 | Roberto Soravilla Fernández Santiago Lanzuela (6 octobre 1999)      | PP    |       | Madrid Aragon                  |
| Commission de l'Éducation et de la Culture                                               | Alejo Vidal-Quadras Juan Van-Halen (14 septembre 1999)              | PP    |       | Catalogne Communauté de Madrid |
| Commission des Budgets                                                                   | Joan Lerma                                                          | PSOE  |       | Communauté valencienne         |
| Commission de l'Industrie, du Commerce et du Tourisme                                    | Luis Antonio Chao Gómez Victorino Núñez Rodríguez (21 janvier 1998) | PP    |       | Galice                         |
| Commission de l'Intérieur et de la Fonction publique                                     | José Cañellas Fons                                                  | PP    |       | Majorque                       |
| Commission de la Justice                                                                 | Rosa Vindel Juan Moya Sanabria (21 avril 1998)                      | PP    |       | Madrid Séville                 |
| Commission des Travaux publics, de l'Environnement, des Transports et des Communications | Vicent Beguer Oliveres                                              | CiU   |       | Tarragone                      |
| Commission de la Santé et de la Consommation                                             | José Luis Sainz García Enrique Bellido Muñoz (6 septembre 1999)     | PP    |       | Castille-et-León Cordoue       |
| Commission du Travail et de la Sécurité sociale                                          | José Manuel Molina Agustín Conde (14 septembre 1999)                | PP    |       | Castille-La Manche             |
| Commissions permanentes non législatives                                                 |                                                                     |       |       |                                |
| Commission du Règlement                                                                  | Juan Ignacio Barrero Esperanza Aguirre (23 février 1999)            | PP    |       | Badajoz Madrid                 |
| Commission des Incompatibilités                                                          | Juan Moya Sanabria Jaime Rodríguez Gómez (21 avril 1998)            | PP    |       | Séville Ségovie                |
| Commission des Réclamations                                                              | Francisco Cacharro Pardo                                            | PP    |       | Lugo                           |
| Commission des Pétitions                                                                 | Carmen Granado Paniagua                                             | PSOE  |       | Badajoz                        |
| Commission générale des Communautés autonomes                                            | Joaquín Espert                                                      | PP    |       | La Rioja                       |

### Conjointes
| Commission                                                                | Président                                      | Parti | Parti | Circonscription    | Chambre |
| ------------------------------------------------------------------------- | ---------------------------------------------- | ----- | ----- | ------------------ | ------- |
| Commission pour les Relations avec le Tribunal des comptes                | Josep Sánchez Llibre                           | CiU   |       | Barcelone          | Congrès |
| Commission pour l'Union européenne                                        | Pedro Solbes Josep Borrell (28 septembre 1999) | PSOE  |       | Alicante Barcelone | Congrès |
| Commission de la Recherche scientifique et du Développement technologique | Elena García-Alcañiz Calvo                     | PP    |       | Madrid             | Congrès |
| Commission pour les Relations avec le Défenseur du peuple                 | Rogelio Baón Ramírez                           | PP    |       | Madrid             | Congrès |
| Commission des Droits des femmes                                          | María Isabel San Baldomero Ochoa               | PP    |       | La Rioja           | Sénat   |
| Commission pour le Problème des drogues                                   | Juan Morano Masa                               | PP    |       | León               | Congrès |